# Roger Tallon
Pour les articles homonymes, voir Tallon.
Roger Tallon est un designer français, né le 6 mars 1929 à Paris et mort dans cette même ville le 20 octobre 2011, considéré comme une des grandes figures du design industriel français.

## Biographie
Roger Tallon naît à Paris le 6 mars 1929. Il est élevé par sa mère, qui fréquente les artistes et est membre de l'Académie Julian. Enfant, il passe de nombreuses heures au Centre culturel américain de Paris à consulter des revues.
Il fréquente l'école des arts appliqués de Paris (actuelle ENSAAMA) et suit une filière de préparation aux écoles des Arts et métiers, qu'il interrompt pour effectuer son service militaire en Allemagne dans le service de presse, où il dessine en particulier des  bandes dessinées pour un magazine édité par l'armée, Apprécié par un de ses supérieurs qui est aussi l'un des directeurs de Caterpillar-France, il est embauché comme directeur artistique puis, grâce à un ancien camarade, est recruté comme designer chez Du Pont de Nemours. À l'automne 1953, il intègre Technès, le bureau d’études techniques et d’esthétique fondé en 1949 par Jacques Viénot, le père de l’esthétique industrielle, et Jean Parthenay.
Il intervient à l’École des arts appliqués de Paris dans le premier cours de design en France mis en place par Viénot en 1957 et dont l'enseignement est confié à Pierre Lesellier.
À la mort de Jacques Viénot en 1959, il continue de travailler avec le fils de ce dernier, Henri Viénot, qui a repris la direction avant de fonder sa propre agence Design Programme en 1973.
En 1963, il obtient le poste prestigieux de chef d'atelier du département design industriel nouvellement créé à l'École nationale supérieure des arts décoratifs à Paris.
Roger Tallon meurt à Paris le 20 octobre 2011.

### Appareils ménagers, domestiques et transports routiers
Roger Tallon et son équipe sont auteurs d'une multitude de projets, dont une moto pour la marque Derny (le Taon est présenté en 1955 en 50, 65 et 70 cm3 puis commercialisé en 1957 en 125 cm3), des robots ménagers pour Peugeot, la caméra Sem Véronic 8 mm sans objectif apparent (1957), l'appareil photo Focamatic (1961), les tours Gallic 16 et 14 pour l’entreprise belge La Mondiale , des tracteurs d’aéroports, des chariots élévateurs pour Fenwick, l’image graphique de Fenwick-Aviation, un projecteur de diapositives pour Kodak. L'escalier hélicoïdal M400 qu'il présente pour la première en 1964 au salon international Batimat, et qui est commercialisé depuis 1966, est devenu une référence du design contemporain.
Consultant de la filiale Frigidaire de General Motors-États-Unis, Tallon dessine des réfrigérateurs et des machines à laver et crée le département design de l'entreprise américaine.
En 1966, le téléviseur portable Téléavia P111 est mis sur le marché contre l'avis de la direction de l'entreprise. C'est un bouleversement de l'architecture du téléviseur et un gros succès commercial : le Téléavia est un objet « culte ».
Un tel succès (le nom de Roger Tallon est même connu du public) remplit son carnet de commandes : arts de la table, mobilier, aménagement intérieur, lampes à réflecteurs pour l'allemand Erco, chaussures de ski pour Salomon, brosse à dents pour Fluocaril, bidons d'huile pour Elf, couverts pour Ravinet d'Enfert, Minitel.
Proche du monde des arts, Tallon travaille aussi avec Yves Klein, César, Arman ; il est contacté par Catherine Millet, fondatrice de la revue art press, pour en créer la maquette.
En 1973, il fonde l’agence Design Programmes. Solidaire du combat des ouvriers de l'horloger Lip, il crée la gamme de montres et chronographes Mach 2000. Avec Jean-Charles de Castelbajac, il conceptualise un projet de cabine pour Air France en 1974.

Transport routier et appareil domestique.
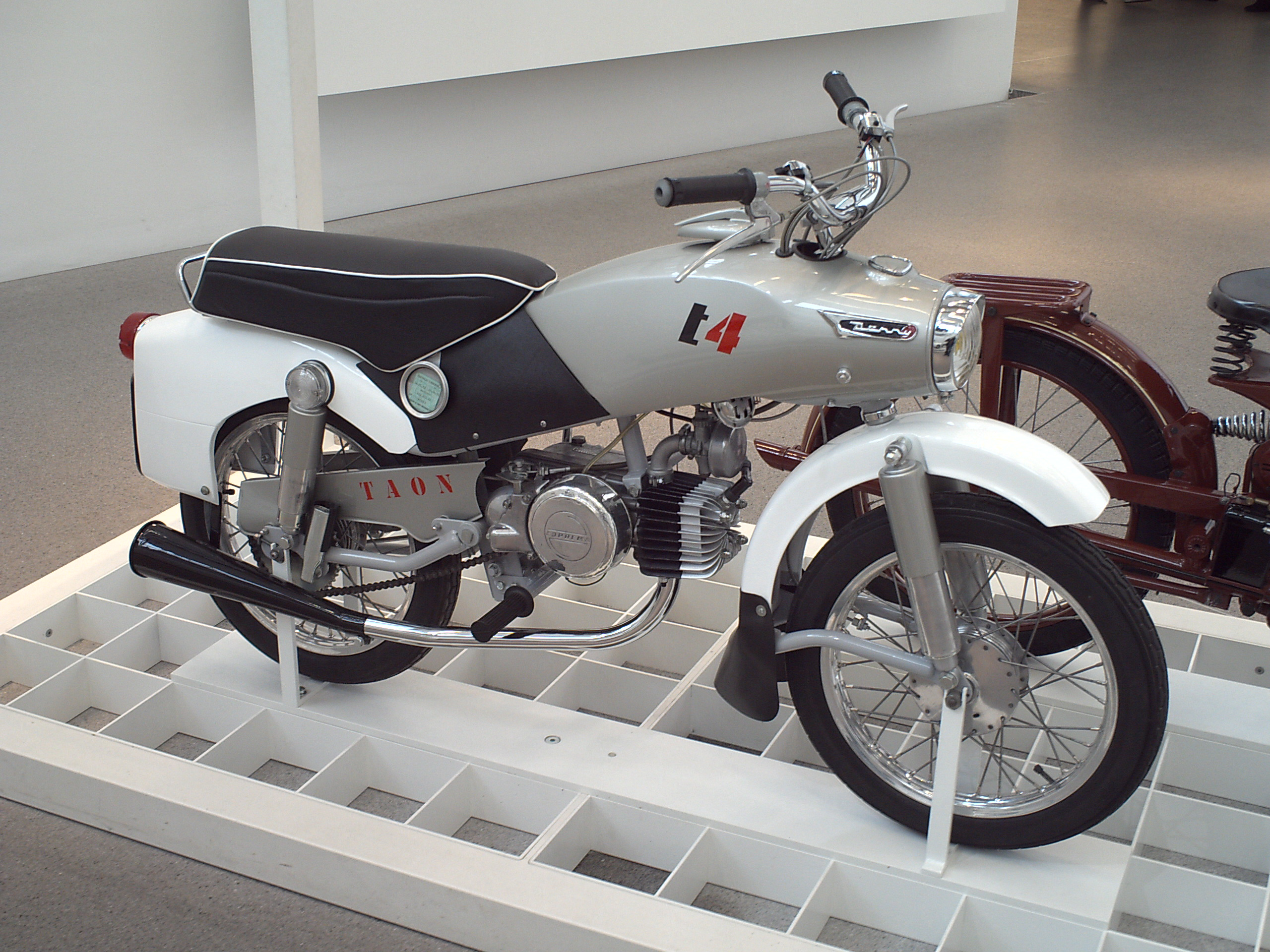
« Derny » Taon.
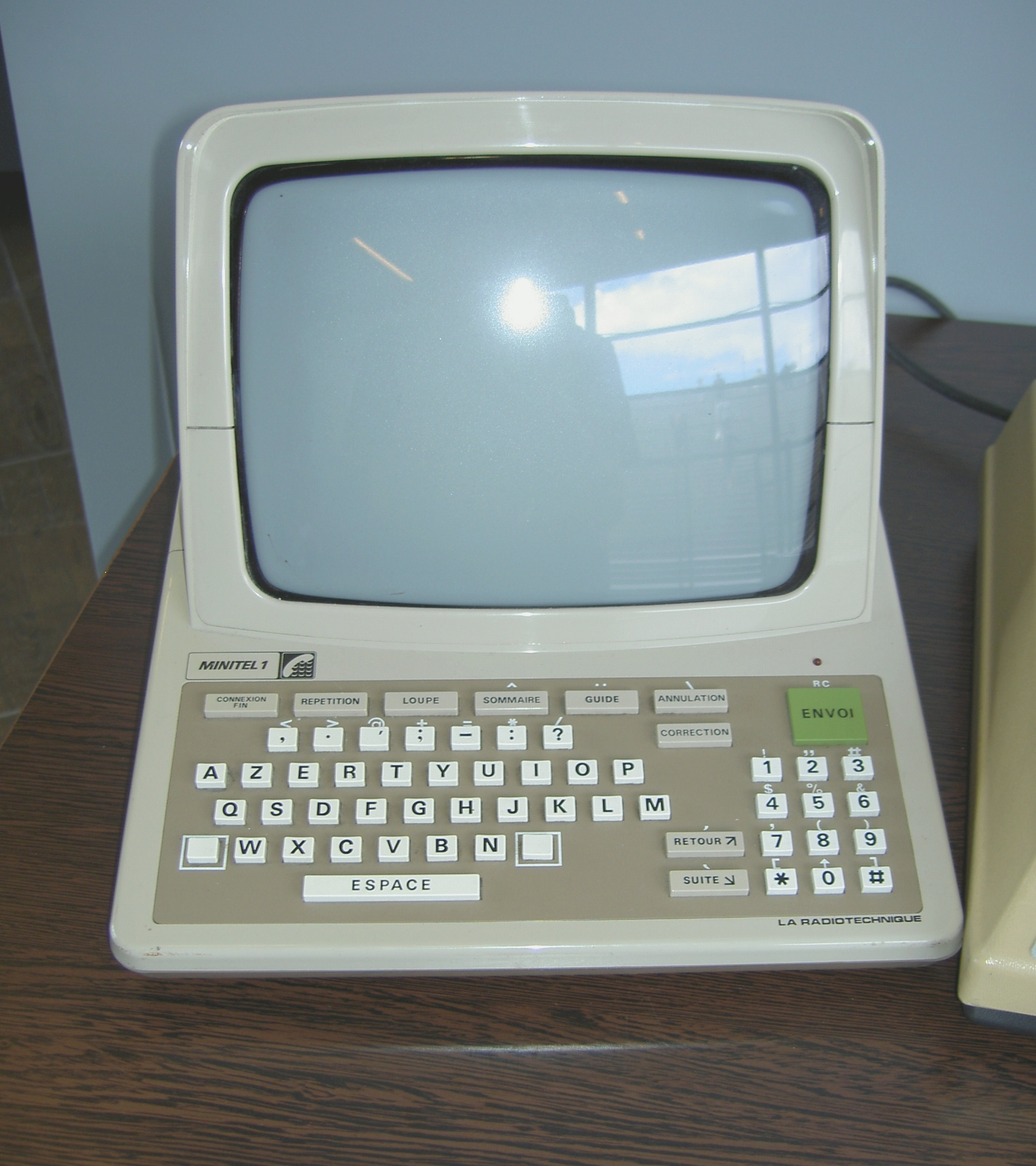
Minitel 1.

### Transports ferroviaires
Dans le domaine des transports, il s'attaque au métro de Mexico et pour Alstom et la SNCF, aux voitures Corail et au TGV. Ergonomie, couleurs, éclairages — et jusqu'aux cartes ferroviaires que l'on trouve dans chaque rame sont de sa création. Avec le couturier Michel Schreiber, il dessine les nouveaux uniformes des contrôleurs. Roger Tallon est le designer d'une SNCF modernisée, prête à sortir des années 1950-1960.
Le projet TGV Atlantique démarre en 1986, Eurostar en 1987 ; Tallon conçoit la livrée et les aménagements intérieurs du premier, la ligne du second, à l'exception des faces frontales. Un nouveau funiculaire signé Tallon gravit la colline de Montmartre en 1991. En 1994, après diverses fusions, Roger Tallon et sa société ADSA intègrent Euro RSCG design. Il s'y occupe des programmes (non aboutis) des TGV texan et canadien, du TGV Duplex pour la SNCF, du projet du métro parisien MP 89 (dont le design est repris par les MP 05, Be 8/8 TL et NS-93), du VAL 208 pour Matra, de la nouvelle identité des chemins de fer finlandais.
Roger Tallon a par la suite quitté Euro RSCG et continué sa profession de designer, hors de toute structure. Il travaille alors sur Le curseur, 2009-2013 pour le tramway de Tours, à l'initiative de Régine Charvet Pello avec le collectif « ensemble(s) la ligne » créé avec, entre autres, Louis Dandrel et Daniel Buren. Rames en forme de curseur avec « effet miroir » cernées de bandes noires et blanches,.

Chemins de fer
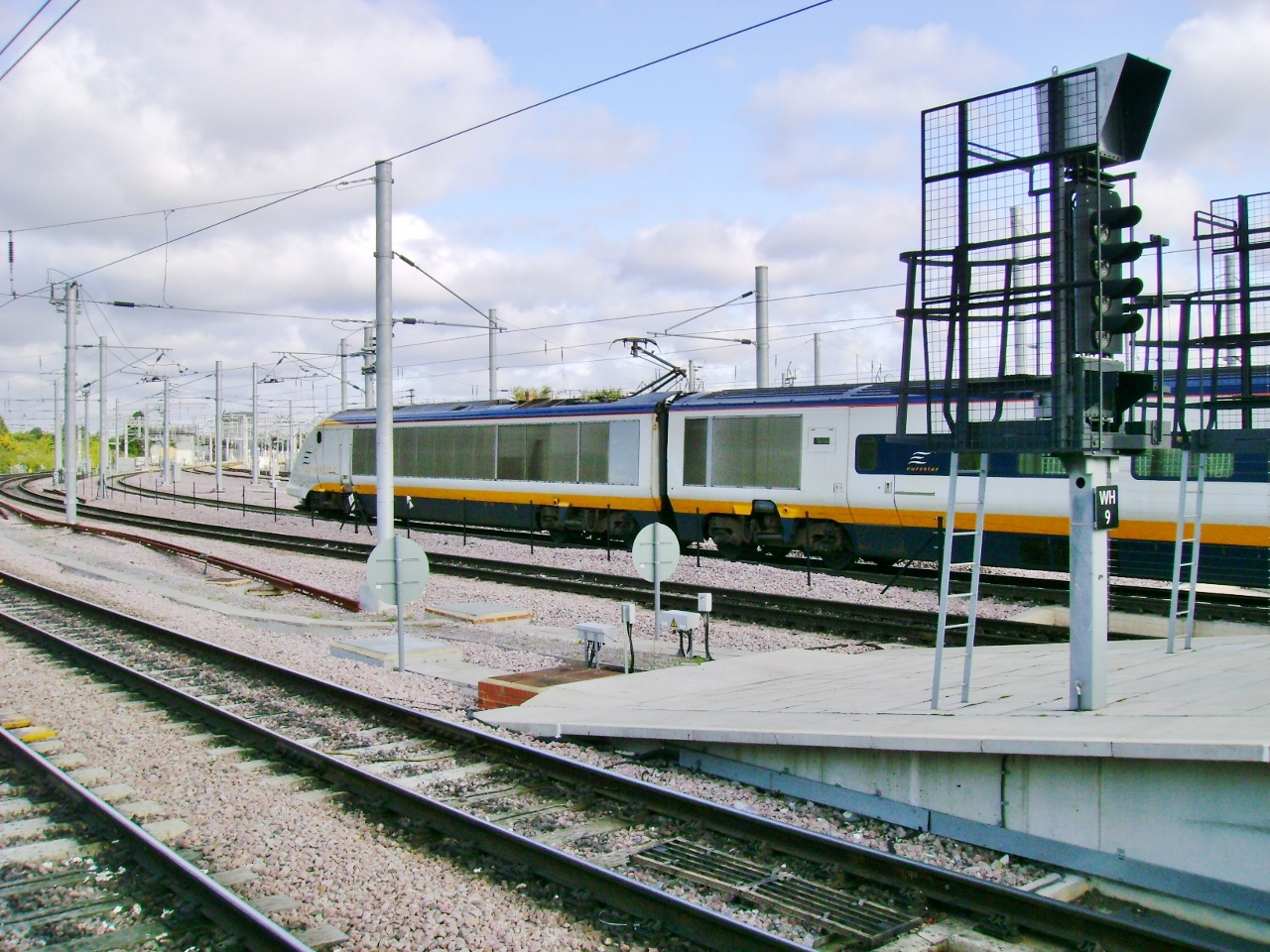
Rame Eurostar.
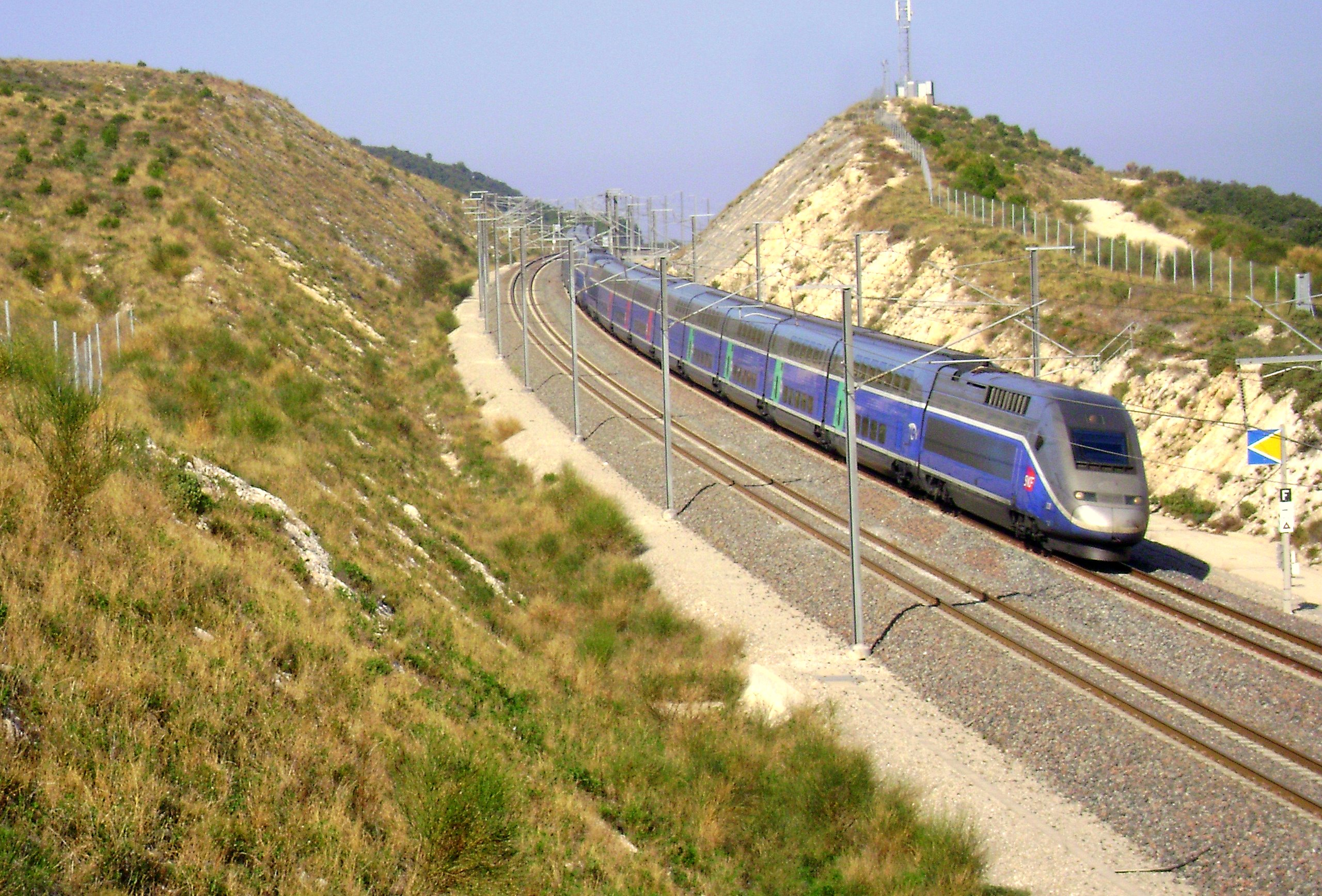
Rame de TGV Duplex.
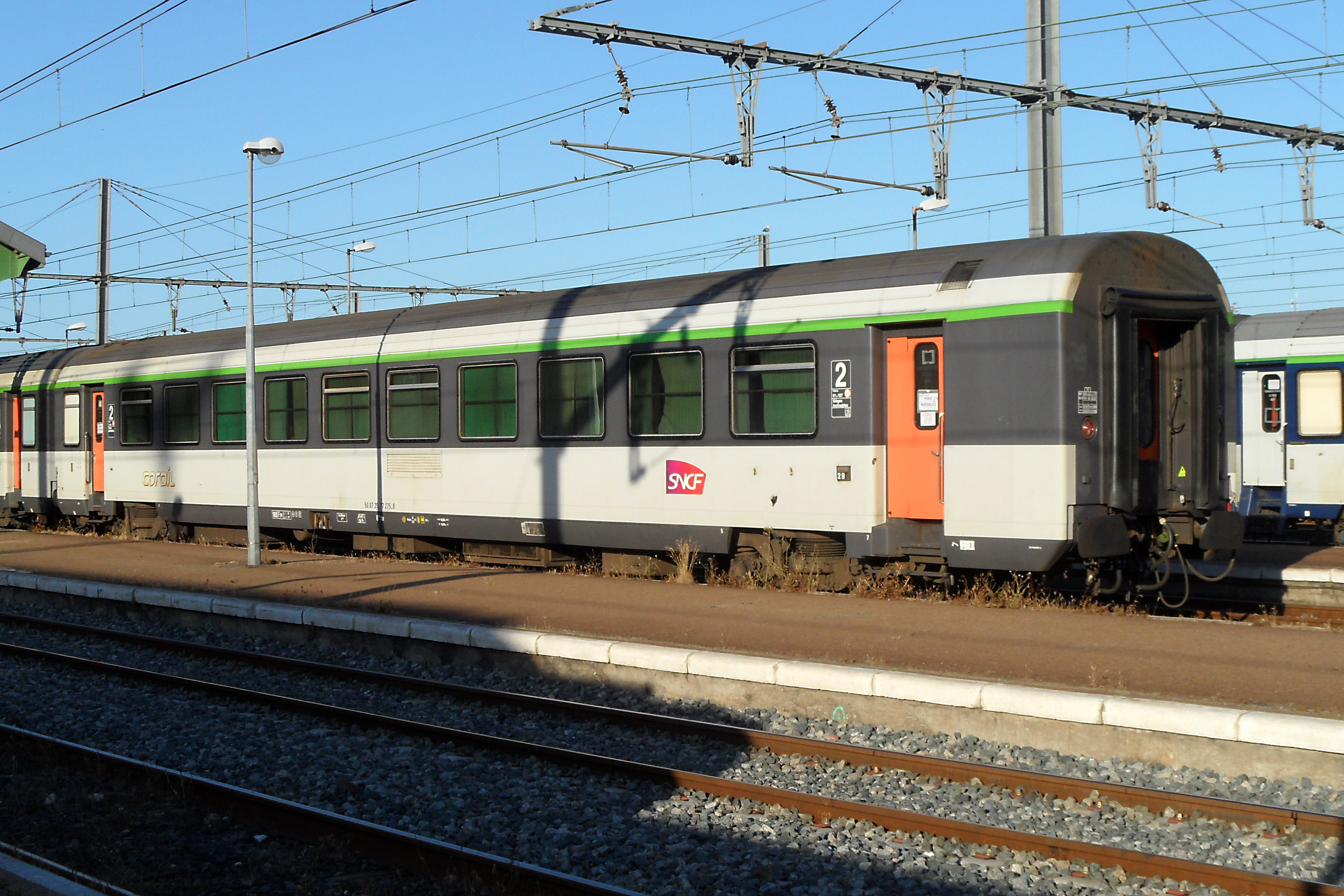
Voiture Corail.
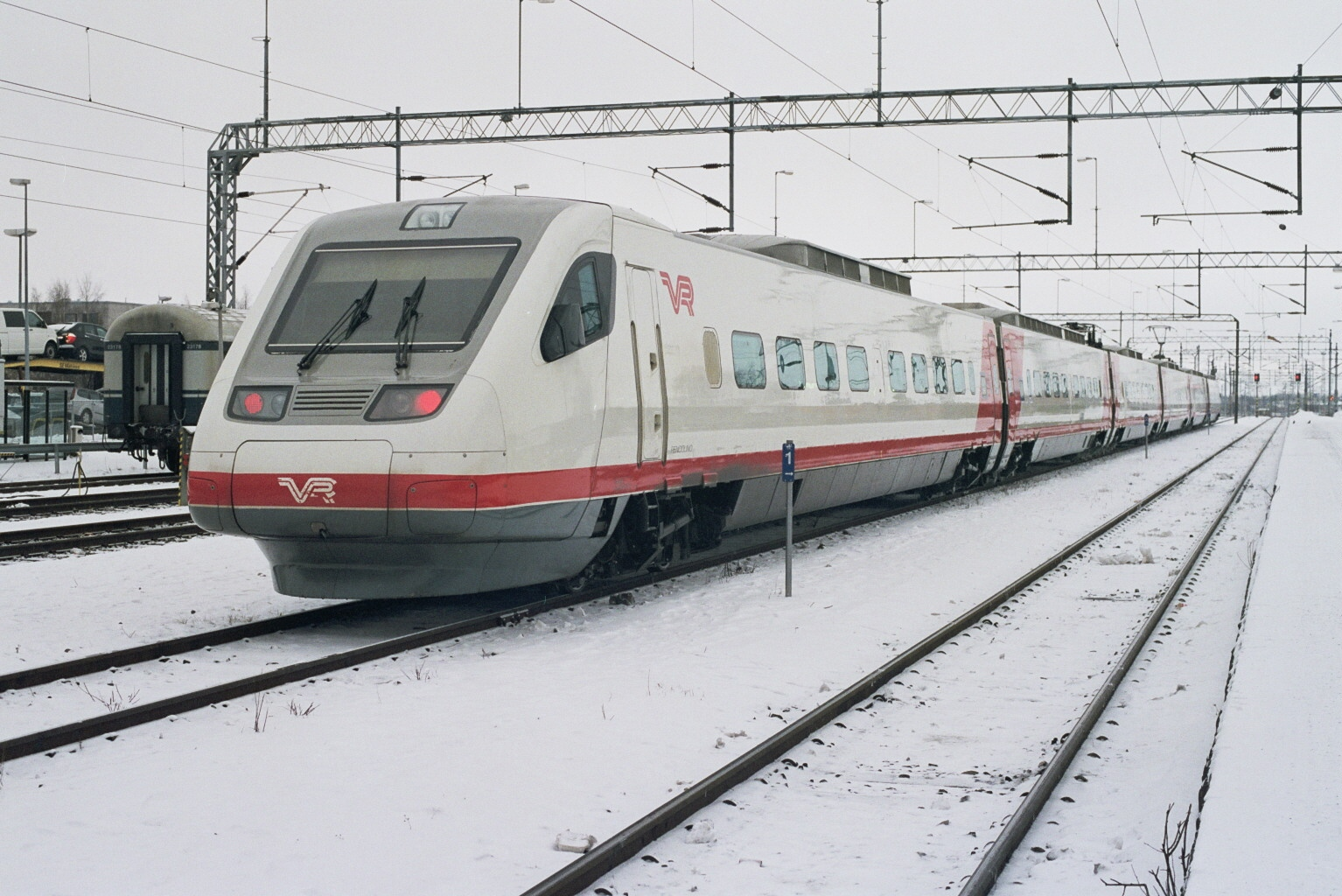
Rame pendulaire finlandaise.

Transports urbains
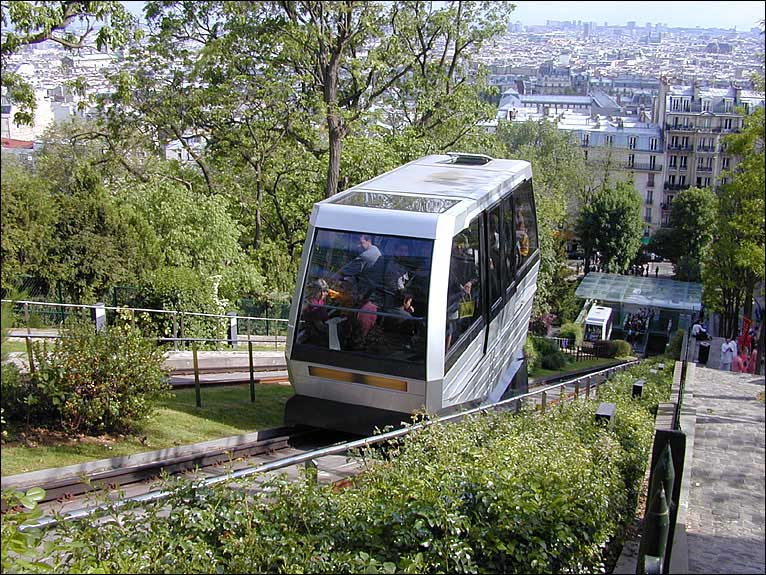
Funiculaire de Montmartre.
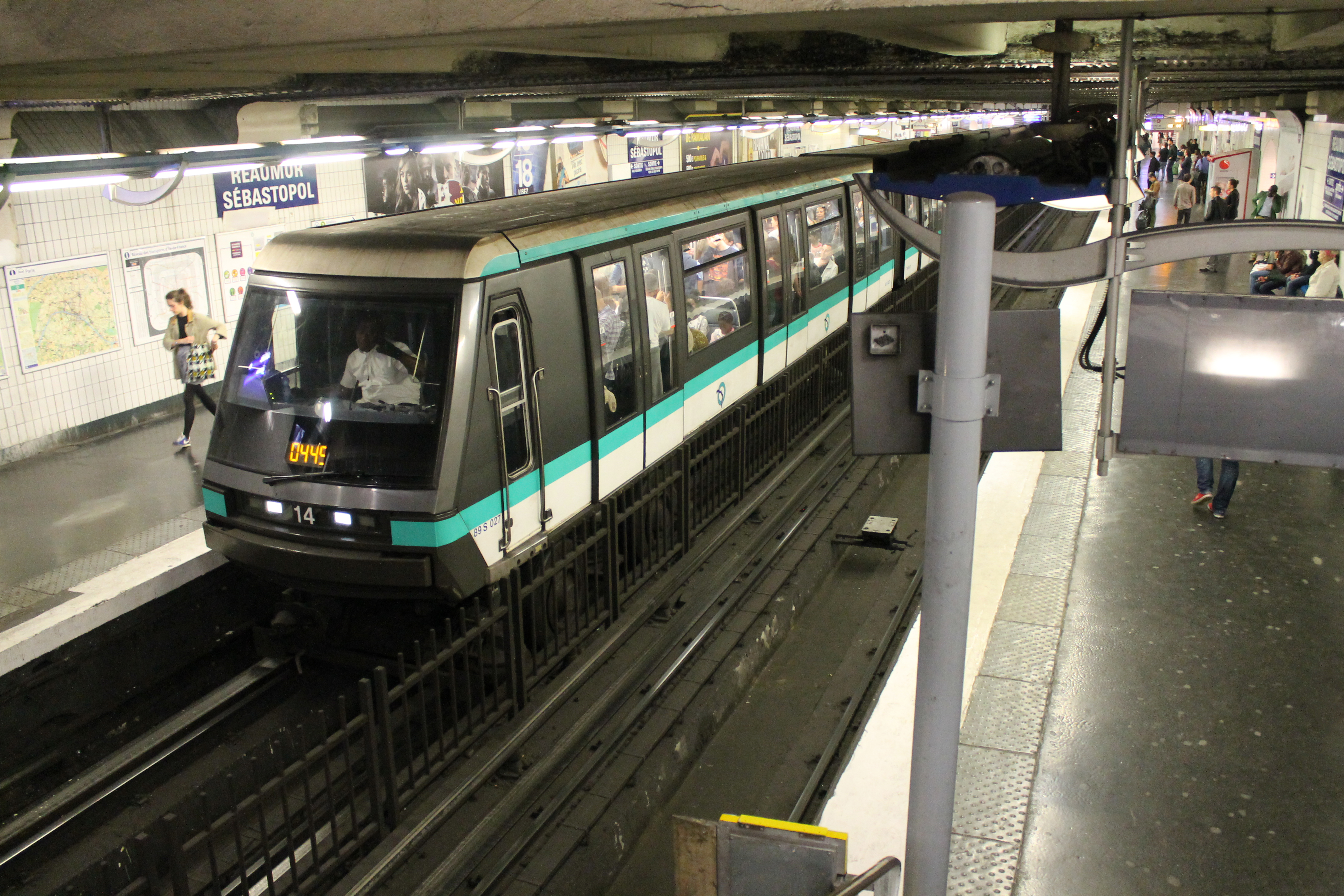
Métro MP 89.
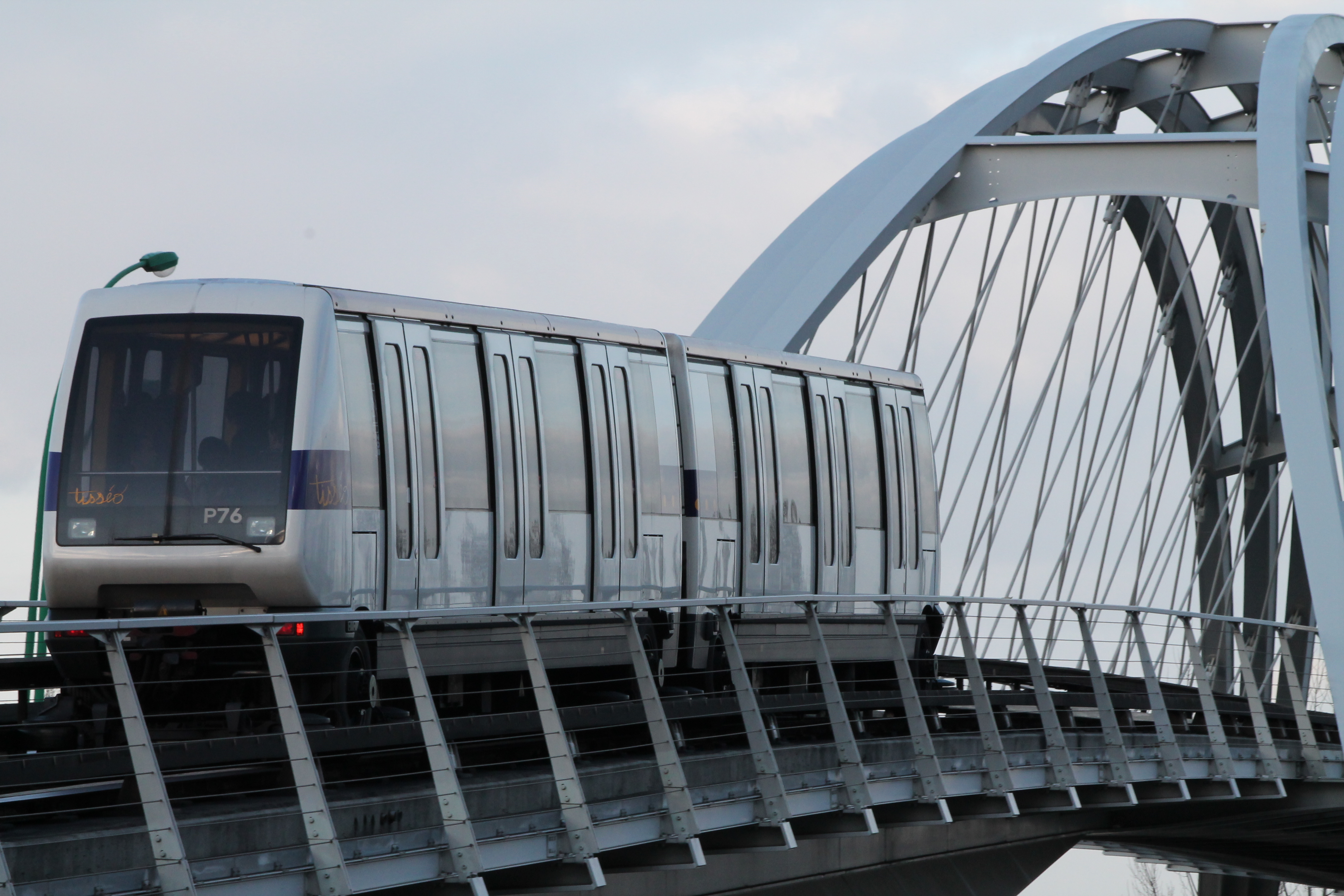
VAL 208.
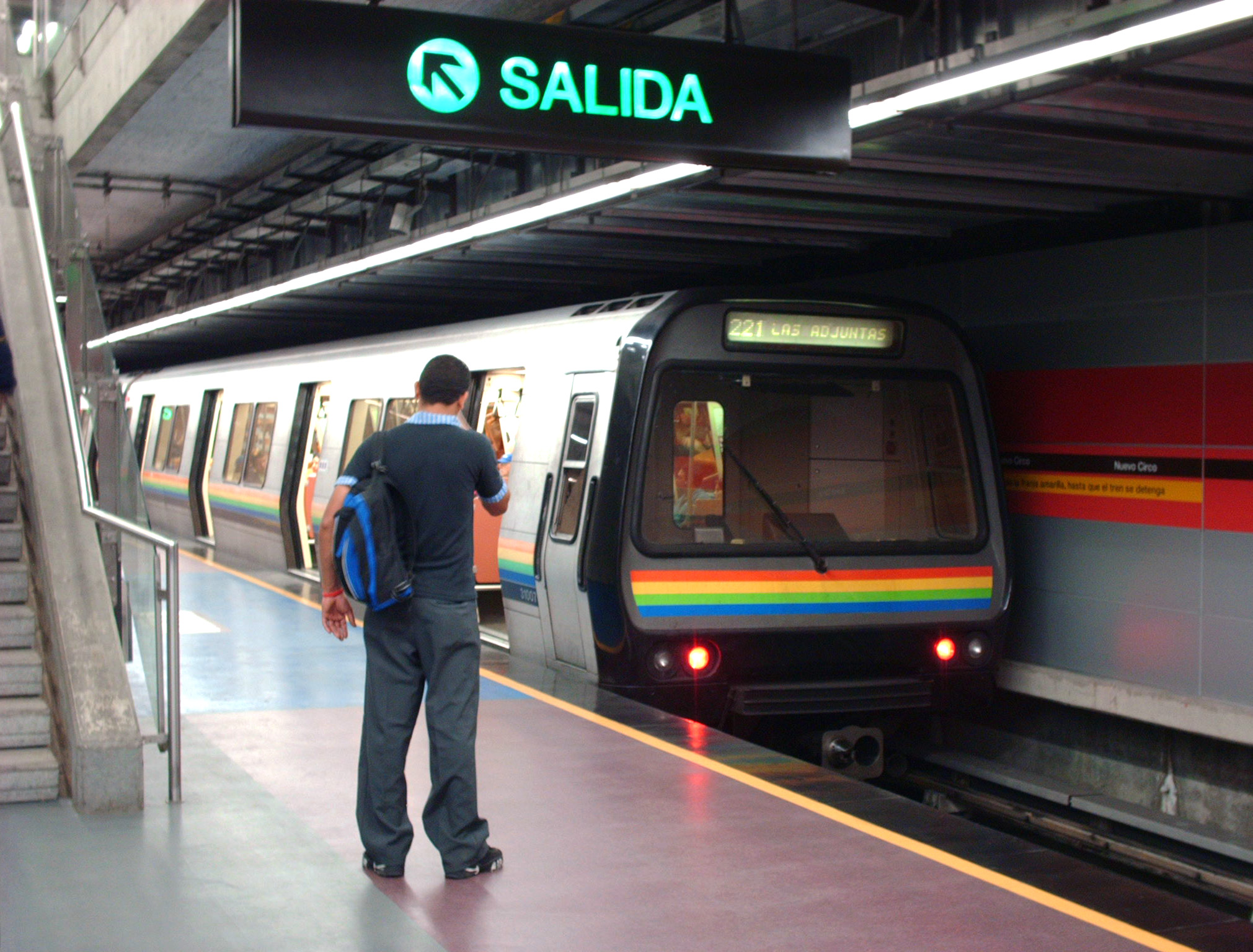
Métro de Caracas.
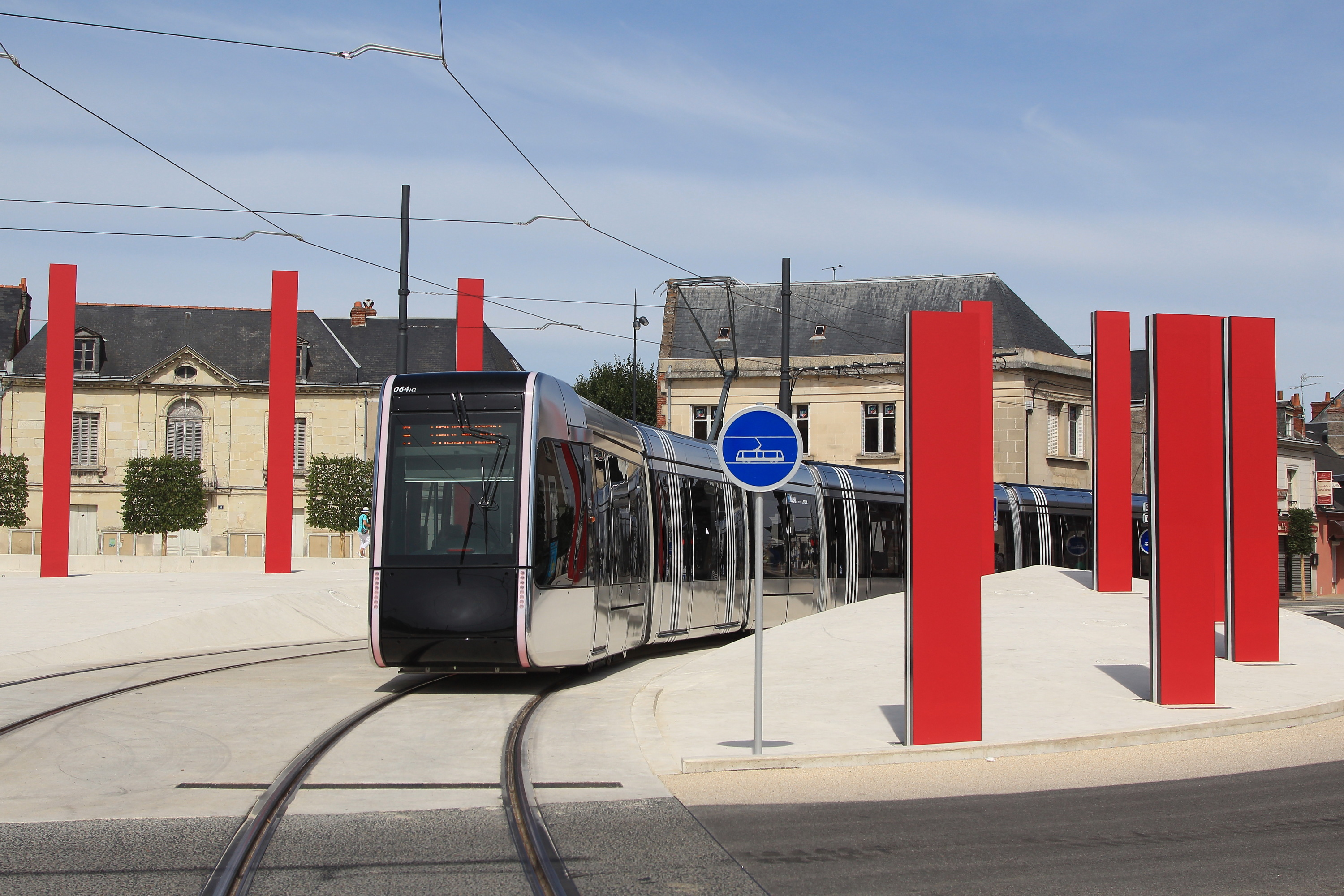
Tramway de Tours.

### Prix et distinctions
En 1985, le ministère de la Culture lui attribue le grand prix national de la création industrielle. En 1992, il reçoit, des mains de Jacques Fournier, président de la SNCF, les insignes de commandeur des Arts et des Lettres.
1977 : iF Industrie Forum Design Auszeichnung (de)